# Ángel Luis Casero Moreno
Ángel Casero (Albalat dels Tarongers, 27 de setembre del 1972) va ser un ciclista valencià, que fou professional entre 1994 i 2005. Durant la seva carrera esportiva aconseguí 13 victòries, sent la més destacada la Volta a Espanya de 2001. També va guanyar dues edicions del Campionat d'Espanya de ciclisme en ruta (1998, 1999).
Sota l'ombra del dopatge durant bona part de la seva carrera esportiva, ha estat vinculat a l'Operació Port.
El seu germà petit Rafael també fou ciclista professional.

## Palmarès
- 1994
  - 1r al Tour de l'Avenir
- 1995
  - 1r a la Clásica de los Puertos
- 1997
  - 1r a la Volta a Castella i Lleó i vencedor d'una etapa
- 1998
  -  Campió d'Espanya en ruta
- 1999
  -  Campió d'Espanya en ruta
  - Vencedor d'una etapa a la Volta a Catalunya
- 2001
  -  1r a la Volta a Espanya

### Resultats al Tour de França
- 1997. 27è de la classificació general
- 1999. 5è de la classificació general
- 2000. Abandona (13a etapa)
- 2003. 57è de la classificació general

### Resultats a la Volta a Espanya
- 1995. 13è de la classificació general
- 1996. 24è de la classificació general
- 1998. Abandona
- 1999. Abandona (17a etapa)
- 2000. 2n de la classificació general. Porta el mallot or durant 2 etapes
- 2001. 1r de la classificació general
- 2002. 6è de la classificació general
- 2003. Abandona (12a etapa)
- 2005. Abandona (10a etapa)